# سد اخند
سد اخند یک سد کوچک در حال ساخت در نزدیکی روستای آخند در ۱۵ کیلومتر شرق شهر عسلویه استان بوشهر است. این سد که با هدف اصلی کنترل سیلاب به سمت روستای اخند و تأسیسات صنعتی منطقه ساخته شده‌است در فاصله ۱۰ کیلومتری ساحل خلیج فارس قرار دارد.

## اهداف ساخت سد
هدف اصلی از انجام این پروژه کنترل سیلاب‌های سهمگین رودخانه اخند بوده که هر ساله باعث بروز خسارات به روستای اخند و اراضی کشاورزی اطراف آن می‌شود. با کنترل سیلاب‌های این حوضه، می‌توان بخشی از بحران کم‌آبی بوجود آمده طی سالیان اخیر را مدیریت نموده. همچنین بخشی از آب برای تأمین آب شرب شهرستان عسلوییه استفاده می‌شود.
به گفته مدیرعامل شرکت آب منطقه‌ای بوشهر با توجه به گستردگی صنایع عظیم نفت، گاز و پتروشیمی پارس جنوبی در منطقه عسلویه، سد اخند می‌تواند (با جلوگیری از سیل) خسارت احتمالی به این تأسیسات را در پایین دست خود کاهش دهد.

## مشخصات سد
به منظور کنترل آب‌های روان و سیلاب در مقطع روستای اخند، سدی از نوع بتنی وزنی به ارتفاع حدود ۳۲ متر، طول تاج سد ۱۱۳ متر و حجم مخزن ۲ میلیون متر مکعب در نظر گرفته شد که عملیات اجرایی آن در سال ۱۳۹۷ توسط شرکت سهامی آب منطقه ای بوشهر آغاز شده. حجم بدنه آن ۴۵ هزار متر مکعب می‌باشد.

## تأمین اعتبار پروژه
این سد بتنی با حجم بدنه ۴۵ هزار متر مکعب با هزینه ۷۰ میلیارد تومان ساخته می‌شود.